# Перспективна дівчина
«Перспективна дівчина» (англ. Promising Young Woman) — американський драматичний фільм з елементами чорної комедії та трилеру про жінку, яка прагне помститися за зґвалтовану подругу. В ролі сценаристки, продюсера та режисера стрічки — Еміралд Фіннелл. У головних ролях зіграли Кері Малліган, Бо Бернем, Елісон Брі, Кленсі Браун, Дженніфер Кулідж, Лаверн Кокс і Конні Бріттон.
Світова прем'єра відбулась на кінофестивалі в Санденсі 25 січня 2020 року, а прем'єра в кінотеатрах відбулась у США 25 грудня 2020 року від Focus Features. Фільм отримав позитивну критику за акторську гру Малліган, режисуру та сценарій Фіннелл.

## Сюжет
Кессі Томас — 30-річна жінка, яка живе в Огайо зі своїми батьками. Раніше вона навчалась у медінституті. Але після того, як її однокурсник Ел Монро зґвалтував, поки його друзі спостерігали, її найкращу подругу Ніну Фішер, поки та була п'яна, а шкільна та юридична системи підтримали Ела, Ніна та Кессі припинили навчання. Протягом фільму натякають на те, що через це зґвалтування Ніна покінчила життя самогубством. Тепер Кессі ходить вечорами по клубах і вдає, що п'яна, щоб змусити чоловіків відвезти її до них додому в надії зґвалтувати. Вона чекає, коли вони спробують скористатися нею, а тоді зізнається, що твереза.
У кав'ярні, де вона працює, Кессі зустрічає колишнього однокурсника Раяна Купера, який працює дитячим хірургом. Він запрошує її на побачення і згадує в розмові, що Ел одружується. Кессі починає свій план помсти всім відповідальним за зґвалтування та смерть Ніни. Спочатку вона запрошує давню подругу Медісон Макфі, яка колись не повірила звинуваченням Ніни, на обід. Протягом нього за допомогою Кессі Медісон вживає забагато алкоголю, а потім чоловік, якого Кессі найняла, забирає Медісон до її готельного номера. Після цього інциденту Кессі ігнорує всі дзвінки Медісон.
Наступною жертвою Кессі стає Елізабет Вокер, деканка медінституту, яка колись закрила справу Ніни через «відсутність доказів». Кессі удає, що вона — візажистка музичного гурту, який обожнює донька-підлітка деканки — Ембер. Так Кессі заманює дівчину сісти до неї в машину. Пізніше зустрічається з Вокер під приводом відновлення свого навчання в школі і розпитує її про інцидент із Ніною. Деканка не пам'ятає про цю ситуацію. Тоді Кессі каже їй, що висадила Ембер без телефону біля гуртожитку з п'яними студентами. Після того, як перелякана Вокер вибачається за свою бездіяльність у ситуації з Ніною, Кессі зізнається їй, що насправді Ембер в безпеці в місцевій закусочній. Тим часом Кессі розпочинає романтичні стосунки з Раяном.
Кессі приїжджає до Джордана Ґріна, адвоката Ела, який тиснув на Ніну, щоб вона зняла звинувачення. Коли Ґрін розкаюється у своїх вчинках і зізнається, що у нього психічний зрив через те, що він відчуває себе винним, Кессі пробачає його. Після цього вона відвідує матір Ніни, яка закликає Кессі жити далі, тому Кессі відмовляється від решти планів своєї помсти.
Одного разу, повертаючись додому, Кессі бачить Медісон, яка чекає на неї біля будинку, бажаючи дізнатись, що ж сталося після їхнього обіду. Кессі заспокоює її, що між нею та тим чоловіком нічого не було. Медісон дає Кессі старий телефон, на якому є відео зґвалтування Ніни, а після цього каже їй більше ніколи не зв'язуватися з нею. Протягом перегляду відео Кессі вражена тим, що бачить Раяна серед присутніх, які просто спостерігали за злочином. Вона зустрічається з ним і погрожує викласти це відео, якщо він не скаже їй, де Ел влаштовує свою парубочу вечірку. Раян називає їй місце і просить вибачити його, але Кессі відмовляється.
Кессі приїжджає на парубочу вечірку Ела, вдягнена як медсестра-стриптизерка. Вона споює друзів Ела, а його самого приводить у спальню на другому поверсі. Кессі приковує його кайданками до ліжка і розказує, хто вона насправді. Однак, коли вона намагається вирізати ім'я Ніни на животі Ела, він звільняється від кайданок та душить Кессі. Наступного ранку Джо, друг Ела, втішає його і допомагає спалити тіло Кессі. Батьки Кессі пишуть заяву про зникнення доньки, і поліція починає розслідування. Детектив допитує Раяна, але той згадує в розмові, що Кессі казала щось про відрядження, а також припускає, що вона була психічно нездоровою з суїцидальними нахилами.
На весіллі Ела стає відомо, що до приїзду на парубочу вечірку Ела Кессі надіслала Джордану Ґріну телефон, на якому є відео зґвалтування Ніни, а також інформацію про те, куди вона їде та хто в разі чого винен у її зникненні. У результаті поліція знаходить її спалене тіло. Протягом весільної церемонії Ела поліція заарештовує його, Джо тікає, а Раян отримує кілька запланованих в месенджері повідомлень від Кессі, які вона підписала своїм іменем та іменем Ніни.

## У ролях
- Кері Малліган — Кассандра «Кессі» Томас, протагоністка
- Бо Бернем — Раян Купер, колишній однокурсник Кессі, дитячий хірург
- Елісон Брі — Медісон Макфі, колишня однокурсниця Кессі та Ніни
- Кленсі Браун — Стенлі Томас, батько Кессі
- Дженніфер Кулідж — Сьюзен Томас, мати Кессі
- Лаверн Кокс — Ґейл, власниця кав'ярні, у якій працює Кессі
- Кріс Лоуелл — Александер (Ел) Монро, ґвалтівник Ніни
- Конні Бріттон — Елізабет Вокер, деканка медінституту
- Альфред Моліна — Джордан Ґрін, адвокат Ела
- Франциска Естевес — Ембер Вокер, донька деканки медінституту
- Макс Ґрінфілд — Джо Маклемор третій, друг Ела
- Стів Монро — Лінкольн Вокер, детектив
- Остін Талінн Карпентер — Анастейша, наречена Ела
- Еміралд Фіннелл — дівчина з відео про макіяж губ
- Адам Броуді — Джеррі
- Крістофер Мінц-Плассе — Ніл
- Сем Річардсон — Пол
- Моллі Шеннон — пані Фішер
- Анджела Чжоу — Тодд
- Рей Ніколсон — Джим

## Виробництво
Еміралд Фіннелл розробила концепцію фільму у 2017 році й продала сценарій продюсерській компанії Марґо Роббі LuckyChap Entertainment після виступу на першій сцені. У січні 2019 року було оголошено, що Кері Малліган приєдналася до акторського складу фільму під керівництвом Фіннелл. У березні 2019 року Бо Бернем, Елісон Брі, Конні Бріттон, Адам Броді, Дженніфер Кулідж, Лаверна Кок, Макс Ґрінфілд, Крістофер Мінц-Плассе, Сем Річардсон, і Моллі Шеннон приєднались до акторського складу. Анджела Чжоу та Кленсі Браун приєднатися до роботи над фільмом у квітні того ж року. Основні зйомки почались у Лос-Анджелесі 26 березня 2019 року і тривали 23 дні.

### Фінальна сцена
Відомо, що сцену вбивства Кассандри знімали без дублерів, з використанням посилених захисних мір. Зйомки проходили в реальному часі, щоб зберегти правдивість зображуваного. Еміралд Фіннелл розповідала:
Мій свекор — колишній поліцейський, тому я запитала його, скільки часу приблизно знадобиться, щоб когось задушити. [Він сказав] дві з половиною хвилини. Це було дуже небезпечно, бо все відбувалося в реальному часі, і якби щось пішло не так, ми б не дізналися.

## Саундтрек
Ще до початку роботи над музичним супроводом, режисерка Еміралд Фіннелл планувала включити багато поппісень, у тому числі пісню Періс Гілтон «Stars Are Blind», яка є ключовою частиною сценарію. У Фіннелл був музичний плейліст, який вона склала під час написання сценарію. Музичний супервайзер фільму Сьюзен Джейкобс порівняла «Перспективну дівчину» з фільмом «Маленька міс Щастя», де тон і колір картини контрастують з похмурим сюжетом. Джейкобс розповідала, що пісню Періс Гілтон команді пощастило купити за «інді-ціною», оскільки в них був обмежений бюджет. Пізніше наявність «Stars Are Blind» у фільмі допомогла залучити пісні інших важливих виконавців, як, наприклад, Charli XCX. Інструментальну версію пісні «Toxic» Брітні Спірс створив композитор Ентоні Вілліс. Оригінальний трек вирішили не використовувати через те, що він обійшовся б дорого і також відволікав глядача.
| №  | Назва                                                      | Виконавці        | Тривалість |
| 1  | Boys (DROELOE Remix)                                       | Charli XCX       | 3:36       |
| 2  | Last Laugh [Explicit]                                      | FLETCHER         | 2:42       |
| 3  | Uh-Oh                                                      | CYN              | 3:11       |
| 4  | Selenas [Explicit]                                         | Maya B           | 3:27       |
| 5  | He Hit Me (And It Felt Like A Kiss)                        | Кармен ДеЛеон    | 2:35       |
| 6  | Nothing's Gonna Hurt You Baby                              | Донна Міссал     | 3:17       |
| 7  | Nihilist                                                   | MUNA             | 3:25       |
| 8  | It's Raining Men (From «Promising Young Woman» Soundtrack) | DeathbyRomy      | 3:43       |
| 9  | Can't Help The Way I Feel                                  | Lily & Madeleine | 3:14       |
| 10 | Stars Are Blind                                            | Періс Гілтон     | 3:59       |
| 11 | Come And Play With Me                                      | DeathbyRomy      | 3:08       |
| 12 | Drinks [Explicit]                                          | CYN              | 2:30       |
| 13 | UR EYES                                                    | BLESSUS          | 4:30       |
| 14 | Downhill Lullaby                                           | Sky Ferreira     | 5:32       |
| 15 | Angel Of The Morning                                       | Джус Ньютон      | 4:12       |
| 16 | Toxic                                                      | Ентоні Вілліс    | 1:51       |

## Реліз
У лютому 2019 року Focus Features придбала права на прокат фільму. Світова прем'єра відбулася на кінофестивалі «Санденс» 25 січня 2020 р. Спочатку його планували випустити театрально 17 квітня 2020 р., але вилучили з розкладу через закриття кінотеатрів протягом пандемії COVID-19. Урешті-решт реліз фільму відбувся 25 грудня 2020 р., а у цифровому форматі — 15 січня 2021 р.

## Касові збори
Станом на 19 січня 2021 року касові збори фільму склали 3,5 мільйона доларів у США та Канаді, а також 1,3 мільйона доларів у інших країнах. Загалом касові збори фільму у всьому світі становили 4,8 мільйона доларів.
У США та Канаді реліз фільму відбувся паралельно з релізами фільмів «Диво-жінка 1984» та «Новини світу». За прогнозами, у вихідні прибуток мав становити близько 2 мільйонів доларів. Але фільм дебютував із касовими зборами лише 680 000 доларів, посівши 5-те місце в касі. Близько 63 % аудиторії були жінками, а 74 % — у віці старші 25 років. Протягом других вихідних касові збори фільму зменшились лише на 4 % до 660 000 доларів, а протягом третіх вихідних касові збори становили 560 000 доларів.